# Sovay
Sovay är en traditionell engelsk folkvisa (Roud 7, Laws N21) om en ung kvinna som klär sig och beväpnar sig som stråtrövare för att testa sin friare. I förklädnad berövar hon sin friare nästan alla hans ägodelar, men till och med under hot om döden vägrar han att ge upp den guldring som Sovay gav, vilket bevisar sin hängivenhet. Sovay erkänner därefter bråk för sin älskare och återlämnar sina olika ägodelar och förmanar honom bara om han verkligen hade gett upp ringen, skulle hon ha dödat honom. Namnet "Sovay" är förmodligen en antydning av "Sophie" eller "Sylvie" - som båda visas i vissa versioner av låten.
Versioner av låten har spelats in av A. L. Lloyd, Bert Jansch, Kate Fletcher, Anne Briggs, Martin Carthy, Pentangle, Ruth Barrett & Cyntia Smith, Anne Wylie Band, Paisley Close, Jah Wobble, Keeper's Gate Band, Cristina Crawley & Kerstein Blodig, James Yorkston, Bella Hardy, Rasputina, The Kipper Family och Méav Ní Mhaolchatha.
Andrew Birds originalsång Sovay hämtar titeln från folksången och citerar dess inledande rader i refrängen.

## I populärkultur
I mitten av 80-talet användes låten som tema för Isla St Clairs barnprogram The Song and the Story, som undersökte berättelserna bakom populära folksånger.
1993 skapade Charles Vess och Charles de Lint en mindre serietidning baserad på låten, som ursprungligen publicerades i Dark Horse Presents #75. Den trycktes igen i The Book of Ballads and Sagas #2 1995, och även i samlingsalbumet Ballads 1997.
År 2008 publicerade Celia Rees 'Sovay', en ung vuxenroman som följer en ung dam under den franska revolutionens tid. Hon blir inledningsvis en stråtrövare för att testa djupet av sin fästmans kärlek till henne, sedan för att rädda sin far och slutligen för att hon åtnjuter den kraft och frihet som hennes manliga klädsel ger.
Kate Bushs låt Babooshka där en fru klär ut sig för att testa sin mans lojalitet inspirerades av Sovays berättelse.